# Cantó de Marmoutier
El cantó de Marmoutier (alsacià Kanton Màschmínschter) és una antiga divisió administrativa francesa que estava situada al departament del Baix Rin i a la regió del Gran Est.
Al 2015 va desaparèixer i el seu territori va passar a formar part del cantó de Saverne.

## Composició
El cantó de Marmoutier aplegava 25 comunes :
| Nom alsacià                  | Nom francès          | Nom alemany      |
| Àllewiller                   | Allenwiller          | Allenweiler      |
| Bírikwàld                    | Birkenwald           | Birkenwald       |
| Dààl                         | Thal-Marmoutier      | Thal             |
| Dímschtel                    | Dimbsthal            | Dimbstal         |
| Gottehüse                    | Gottenhouse          | Gottenhausen     |
| Gràscht                      | Crastatt             | Krastatt         |
| Haaje / Haage                | Haegen               | Hägen            |
| Hangwiller                   | Hengwiller           | Hengweiler       |
| Geft / Gift                  | Hohengœft            | Hohengöft        |
| Jetterschwiller              | Jetterswiller        | Jettersweiler    |
| Klaingeft / Klaingift        | Kleingœft            | Kleingöft        |
| Knersche                     | Knœrsheim            | Knörsheim        |
| Làndersche                   | Landersheim          | Landersheim      |
| Lowiller                     | Lochwiller           | Lochweiler       |
| Màschmínschter               | Marmoutier           | Maursmünster     |
| Ottewiller                   | Otterswiller         | Ottersweiler     |
| Rànge                        | Rangen               | Rangen           |
| Rainhardsmínschter / Neidorf | Reinhardsmunster     | Reinhardsmünster |
| Riteburi                     | Reutenbourg          | Reutenburg       |
| Sàledàl                      | Salenthal            | Salental         |
| Schwäne                      | Schwenheim           | Schwenheim       |
| Sínggeríscht / Sínggríscht   | Singrist             | Singrist         |
| Weschthüse                   | Westhouse-Marmoutier | Westhausen       |
| Zännàckre                    | Zehnacker            | Zehnacker        |
| Zääne                        | Zeinheim             | Zeinheim         |

## Història
| Data d'elecció | Identitat      | Partit            | Qualitat               |
| -------------- | -------------- | ----------------- | ---------------------- |
| 1979-1994      | Jacques Felli  | UDF               | alcalde de Marmoutier  |
| 1994 -         | Joseph Cremmel | UDF i després UMP | alcalde d'Otterswiller |